# مونتيمورو
مونتيمورو (بالإيطالية: Montemurro)‏ هي بلدية في مقاطعة بوتنسا في إقليم بازيليكاتا الإيطالي.

## السكان
في سنة 1861 بلغ عدد السكان 3٬655 نسمة، وتطور العدد ليصل في سنة 2011 لـ 1٬312 نسمة.
يظهر هذا المخطط البياني تطور النمو السكاني لـ مونتيمورو